# 4492 Debussy
A 4492 Debussy (ideiglenes jelöléssel 1988 SH) a Naprendszer kisbolygóövében található aszteroida. Eric Walter Elst fedezte fel 1988. szeptember 17-én.